# Гессельберг, Лев Абрамович
Лев Абрамович Гессельберг — исполняющий обязанности начальника 7-го отдела, майор госбезопасности.

## Биография
Начал службу в органах государственной безопасности мастером портретной фотографии в ОГПУ.
Являясь начальником фотолаборатории (отвечал за проверку благонадёжности фотокорреспондентов, фотографировавших И. В. Сталина), вместе с А. С. Гукасововым (1901 — 1954, впоследствии консулом СССР в Париже) в числе прочих оговорил П. А. Судоплатова, что способствовало исключению последнего из ВКП(б) и отстранению от работы в конце 1938 (только вмешательство нового руководства НКВД СССР помогло в январе 1939 отменить это решение первичной партийной организации).
10 ноября 1943 принял дела у Е. П. Мицкевича и до 28 февраля 1944 возглавлял 7-й отдел НКГБ СССР (нелегальной разведки и радиосвязи), после чего передал дела Л. П. Василевскому.

### Звания
- с 28 мая 1938 — младший лейтенант государственной безопасности, приказ НКВД СССР № 1310;
- на 20 сентября 1943 — капитан государственной безопасности;
- на 26 декабря 1943 — майор государственной безопасности.

### Награды
- 20 сентября 1943 — медаль «За отвагу», указ Президиума ВС СССР № 214/392;
- 26 декабря 1943 — орден «Знак Почёта», указ Президиума ВС СССР № 215/271;
- 3 ноября 1944 — медаль «За боевые заслуги», указ Президиума ВС СССР № 219/205;
- 1945 — медаль «За победу над Германией в Великой Отечественной войне 1941—1945 гг.».